# Авіський замок
Аві́ський за́мок (порт. Castelo de Avis) — середньовічний замок у Португалії, у муніципалітеті Авіш. Збудований у 1214–1233 роках лицарями Еворського братства, що згодом отримало назву Авіського ордену. Став резиденцією магістрів цього ордену. Відігравав роль головної фортеці, що захищала містечко Авіш та орденський монастир святого Бенедикта. Перебудований у XV—XVI століттях. Занепав після заборони чернечих орденів у Португалії (1834) та Португальської революції (1910). Частково відреставрований у 1950—1970-х роках. Збереглися південна, східна й західна стіни міського муру, а також три башти. Основний будівельний матеріал — граніт і сланець. Національна пам'ятка Португалії (1910).

## Історія
1211 року португальський король Афонсу II дарував землі Авіша чернечо-лицарському Еворському братству під командуванням магістра Фернанду Анеша, що було залежним від Калатравського ордену. За договором із королем братство мусило збудувати тут замок і заселити цю місцевість.
За легендою, Фернанду Анеш, який шукав місце для будівництва фортеці, знайшов на кручі дерево з двома орлами. Він сприйняв це за гарний знак, назвав місцевість на честь птахів (avis, avēs) і спорудив тут Авіський замок із містечком.
1214 року еворські лицарі переїхали до Авіша й відтоді стали називатися Авіським орденом. До 1233 року під керівництвом магістрів Фернанду Анеша та Фернанду Родрігеша Монтейру було споруджено замок, монастир святого Бенедикта, а також мур для оборони містечка Авіш. Будівництву і заселенню сприяв також еворський єпископ Суейру.
У XV—XVII століттях Авіський замок перебудовувався. 1456 року була споруджена головна башта, сполучена із будівлями монастиря, що згодом належала магістру ордена. 1473 року король Афонсу V дозволи частково знести башту Еворських воріт, яку перетворили на голубник. «Лузітанська агілогія» 1625 року згадує, що у Авіський замок мав 5 башт і 7 воріт. 1654 року башту, прилеглу до монастиря знесли, оскільки вона загрожувала будівлі.
Під час Реставраційної війни, за правління Жуана IV, північно-східну і південно-східну башти ліквідували, а з їхніх матеріалів спорудили два равеліни на півдні й південному заході. Тим не менш, 1708 року отець Карвалю де Кошта згадує, що Авіський замок мав ті самі 5 башт і 6 брам (Ангельську, Нижну, Еворську, святого Антонія, святого Рока та Хвірткову).
У парафіяльних записах 1758 зазначено, що замок сполучався із міським муром у формі прямокутника; він мав 6 високих башт, частково зруйнованих. Основну фортецю оточували річка та кручі.
1834 року, напередодні розпуску чернечих орденів у Португалії, Авіський орден мав у власності 18 сіл, 49 комендацій і 128 пріорств. Після перемоги лібералів у Громадянській війні усе орденське майно було секуляризоване і продане приватним власникам.
23 червня 1910 Авіський замок отримав статус Національної пам'ятки Португалії. Проте після Португальської революції та повалення монархії комплекс став занепадати. У 1915—1918 роках була знесена стара головна башта, що прилягала до монастиря. 1921 року розвалилася частина міського муру. У 1930-1950-х роках пам'ятка постраждала від новітніх забудов, які прилягали до замкових стін.

## Галерея

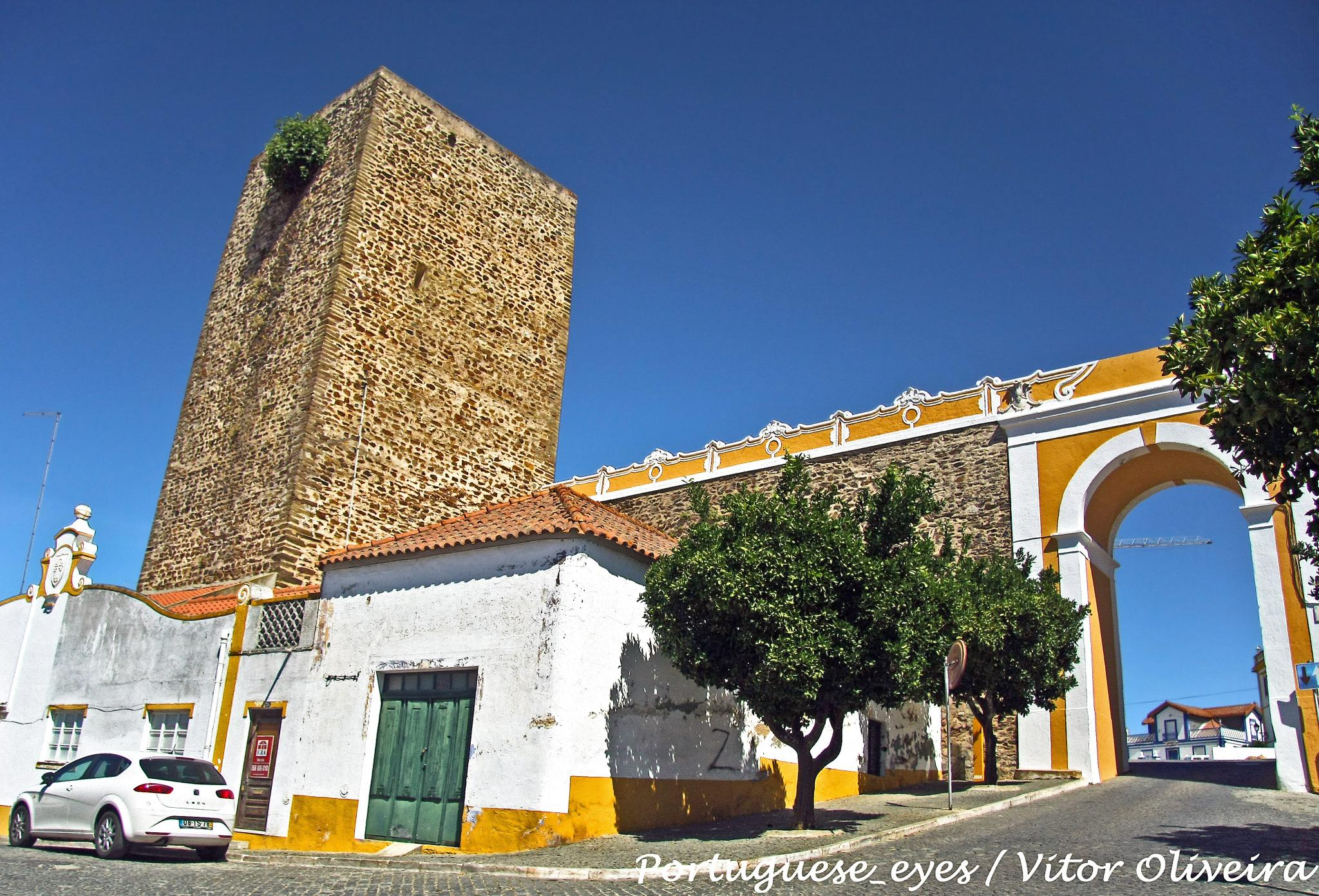
Еворська брама
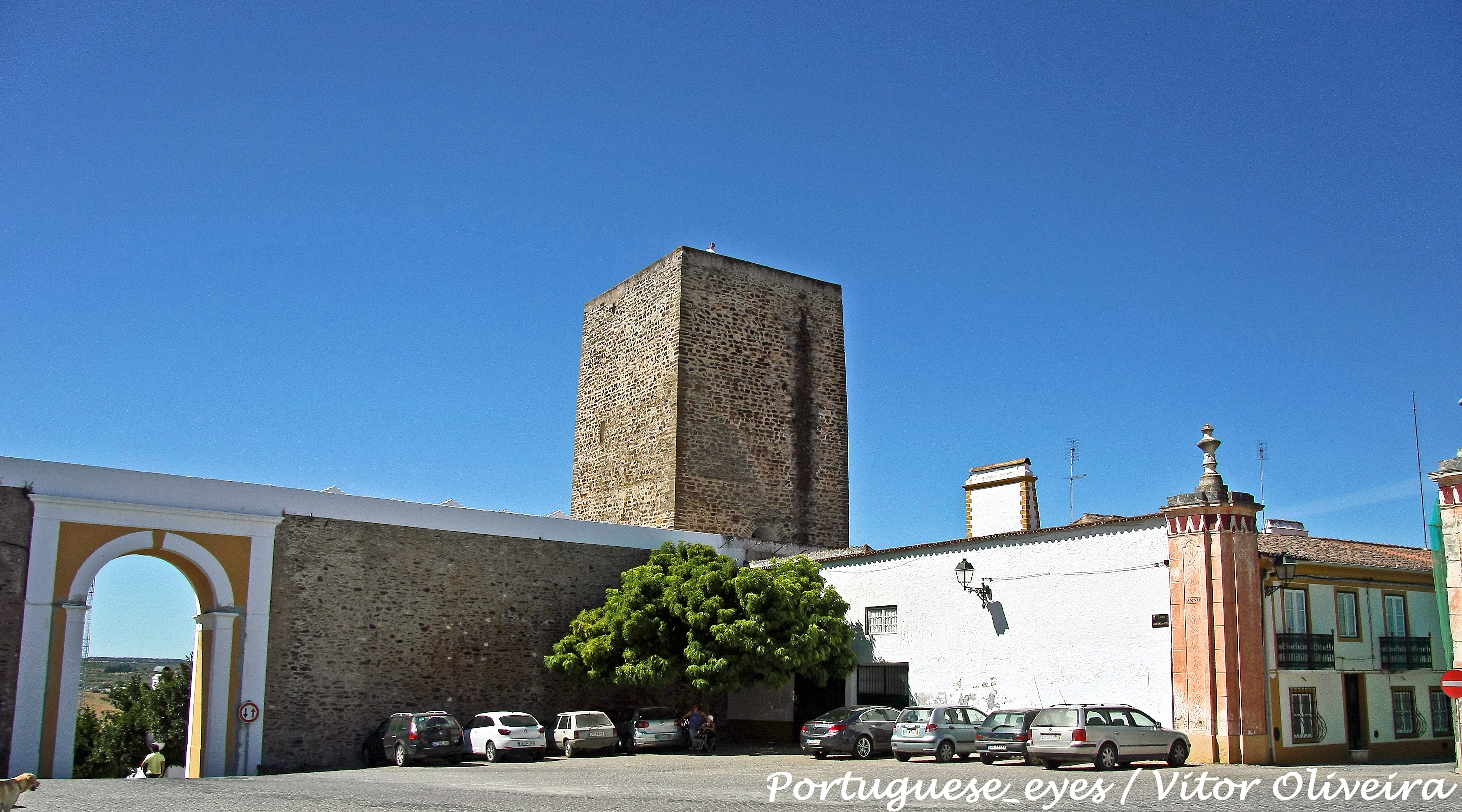
Еворська брама
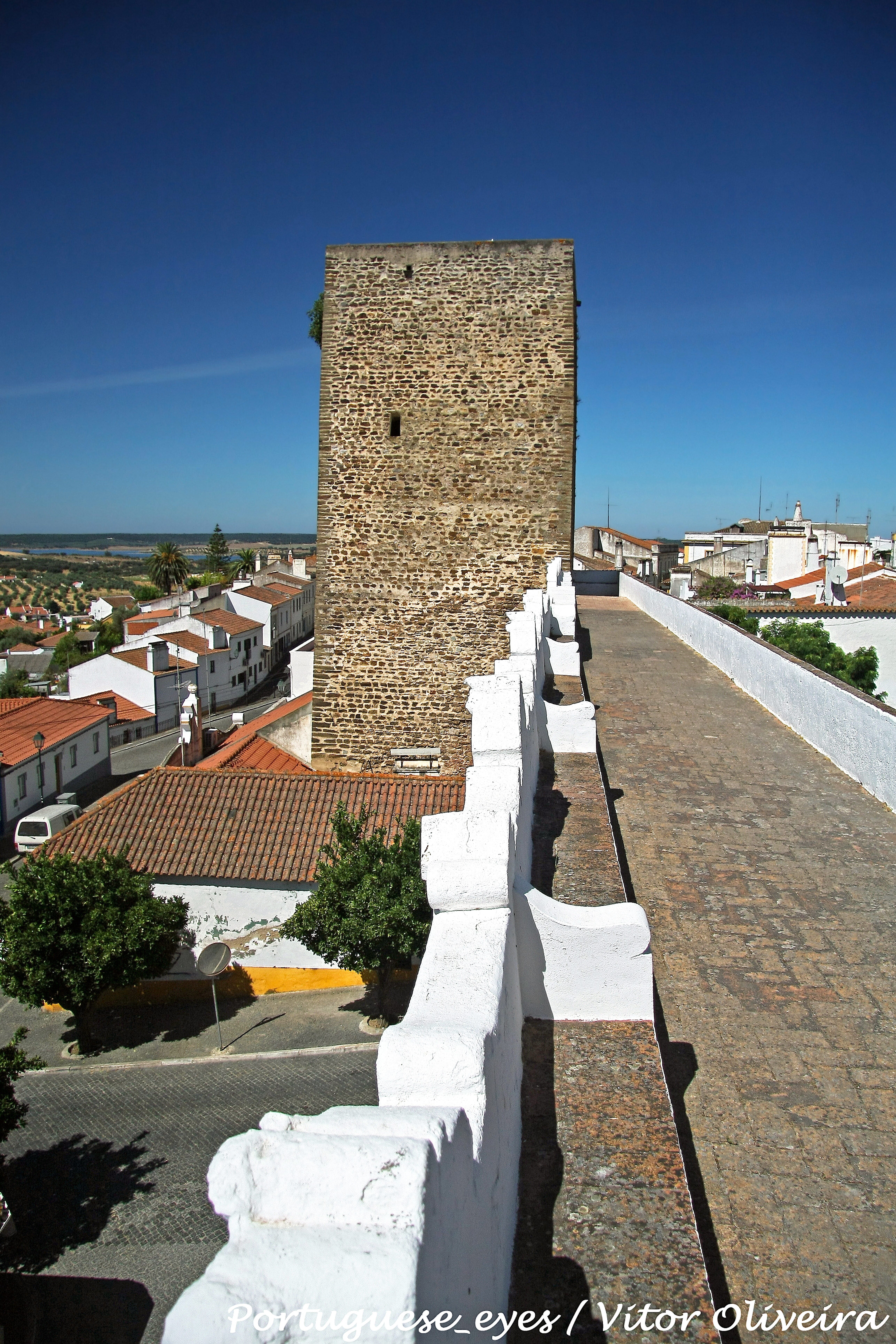
Нижня башта
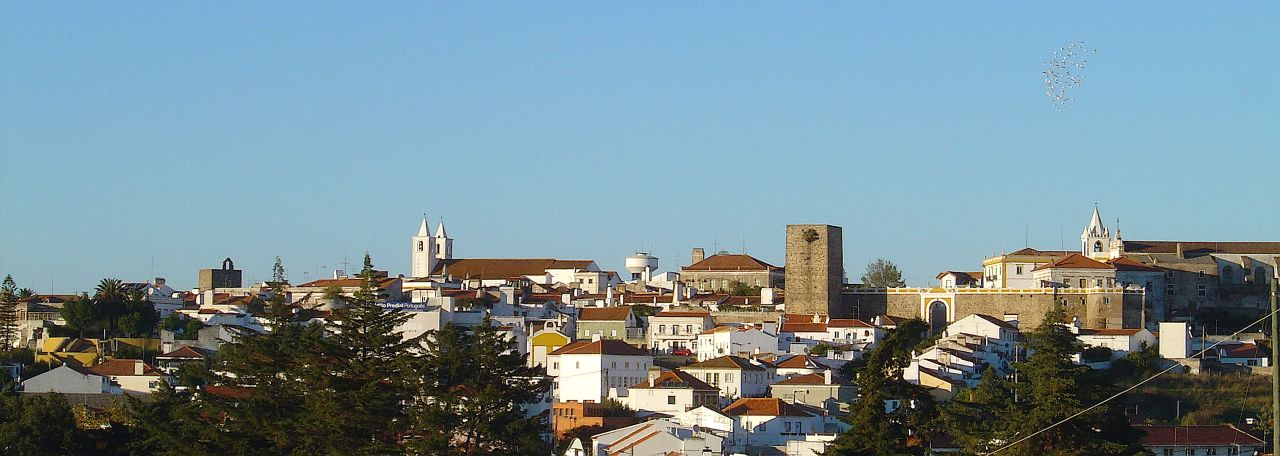
Панорама